# 34-й запасний авіаційний полк (СРСР)
34-й запасни́й авіаці́йний полк — військовий підрозділ, який існував в роки Другої світової війни в складі радянський військ.
Полк був сформований на базі 157-ї авіаційної школи персонального навчання. Базувався на аеродромі Осоавіахіма в районі присілку Пирогово Зав'яловського району Удмуртії.
На першому етапі полк формував та навчав особовий склад 4 бойових бомбардувальних полків на літаках У-2. На 1 січня 1942 року був підготовлений льотний склад 689, 690, 697 та 695-о ближньобомбардувальних полків.
На другому етапі — з лютого 1942 року — полк почав комплектувати та перевчати полки та екіпажі на літаки Іл-2. Підготовлено 4 авіаційних полки (671, 694, 703, 704), 154 одиничних екіпажі та 1 ланку зв'язку на літаках У-2.
Льотчики, які пройшли навчання в 34-у запасному авіаційному полку — О. П. Пряженников, І. В. Клевцов, М. І. Голдобін — були удостоєні звання Героя Радянського Союзу.